# Geheyan Shuiku
Geheyan Shuiku är en reservoar i Kina. Den ligger i provinsen Hubei, i den centrala delen av landet, omkring 300 kilometer väster om provinshuvudstaden Wuhan. Arean är 54 kvadratkilometer. I omgivningarna runt Geheyan Shuiku växer i huvudsak blandskog. Den sträcker sig 13,1 kilometer i nord-sydlig riktning, och 61,5 kilometer i öst-västlig riktning.
Genomsnittlig årsnederbörd är 1 411 millimeter. Den regnigaste månaden är maj, med i genomsnitt 211 mm nederbörd, och den torraste är december, med 16 mm nederbörd.